# NGC 880
NGC 880 este o galaxie activă situată în constelația Balena. A fost descoperită în 1886 de către Francis Leavenworth.